# 1426
1426 (MCDXXVI) fue un año común comenzado en martes del calendario juliano.

## Acontecimientos
- 25 de diciembre: Inicio del reinado de Juan II de Castilla.

## Fallecimientos
- Tezozómoc, rey de los Tepanecas.
- Tomás Beaufort, militar y estadista inglés.
- Filippo de Ozora, noble y militar húngaro.